# 普林斯頓鎮區 (伊利諾伊州比羅縣)
普林斯頓鎮區（英語：Princeton Township）是位於美國伊利諾伊州比羅縣的一個行政鎮區。

## 地方資料
根據2010年美國人口普查的數據，普林斯頓鎮區的面積為94.80平方千米，當中陸地面積為94.72平方千米，而水域面積為0.08平方千米。當地共有人口9331人，而人口密度為每平方千米98.43人。